# Molophilus exiguus
Molophilus exiguus là một loài ruồi trong họ Limoniidae. Chúng phân bố ở miền Australasia.